# Sematocera
Sematocera is een geslacht van vlinders uit de familie van de zakjesdragers (Psychidae). De wetenschappelijke naam van dit geslacht is voor het eerst voorgesteld door John Hartley Durrant in een publicatie uit 1892.
Dit geslacht is monotypisch, dat wil zeggen dat het maar één soort heeft namelijk Sematocera fuliginipuncta Durrant 1892, die in Zuid-Afrika voorkomt.